# 玫红百合
玫红百合（学名：Lilium amoenum）为百合科百合属下的一个种。

## 扩展阅读
- 維基物種上的相關：玫红百合